# 伊势湾

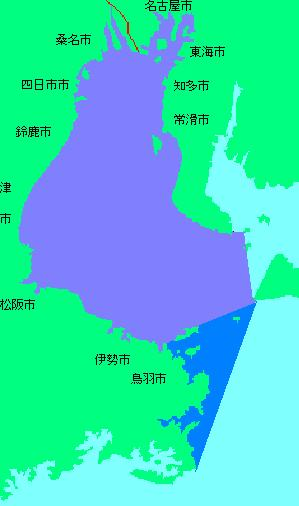
伊勢灣
紫色部分為一般的伊勢灣範圍。深青色是從大王崎到伊良湖的區域。

伊势湾（日语：／ Ise wan */?，又名「伊勢海」）是日本中部地方南部的一个海湾。
从志摩半岛的大王崎到渥美半岛的伊良湖岬做连线，连线北侧除去三河湾的海域。是日本水域面积最大的海湾。三重县与爱知县隔海湾相对。中部国际机场于2005年2月17日在常滑市的一个海岛上建成开港。

## 主要港口
- 名古屋港
- 四日市港
- 松阪港
- 鸟羽港
- 伊良湖港

## 主要河流（一级河流）
- 木曾三川 — 木曾河　揖斐河　长良河
- 铃鹿河
- 云出河
- 栉田河
- 宫河

## 历史
- 旧东海道的七里渡口是连结从宫宿（爱知县名古屋市热田区）到桑名宿（三重县桑名市）的伊势湾北部的海上通路。
- 1959年9月26日　伊势湾台风在纪伊半岛登陆，给伊势湾沿岸造成巨大破坏。

## 产业
拥有名古屋港等贸易港，沿岸有众多的联合企业，产业仓库林立。海上物资运输对于名古屋圈来说是必不可少的。这里已经成为一座海上大门。

## 其他
- 伊勢灣為第4管區海上保安本部所担當之責任海域。
- 三島由紀夫小説「潮骚」為相關於「伊勢海」之寫作。

## 外部連結
- The Role of Circulation in the Development of Hypoxia in Ise Bay, Japan（页面存档备份，存于）